# Olivér Halassy
Olivér Halassy (ur. 31 lipca 1909 w Újpeście, zm. 10 września 1946 w Budapeszcie) – węgierski piłkarz wodny i pływak. Trzykrotny medalista olimpijski.
Na igrzyskach startował trzy razy (1928-1936) i z drużyną waterpolistów za każdym razem sięgał po medale, w tym dwa złote (1932 i 1936). Dwa razy był mistrzem Europy (1931 i 1934). Był również mistrzem Europy i kraju w pływaniu. W 1978 został przyjęty do International Swimming Hall of Fame. Był pierwszym niepełnosprawnym pływakiem-olimpijczykiem (lewą stopę stracił mając 8 lat wskakując do tramwaju). Zginął zastrzelony przez radzieckiego żołnierza.